# Округ Кошоктон (Охајо)
Кошоктон (енгл. Coshocton County) је округ у америчкој савезној држави Охајо.

## Демографија
По попису из 2010. године број становника је 36.901, што је 246 (0,7%) становника више него 2000. године.
| Група             | 2000.          | 2010.          |
| Белци             | 35.557 (97,0%) | 35.632 (96,6%) |
| Афроамериканци    | 399 (1,1%)     | 395 (1,1%)     |
| Азијати           | 118 (0,3%)     | 103 (0,3%)     |
| Хиспаноамериканци | 216 (0,6%)     | 279 (0,8%)     |
| Укупно            | 36.655         | 36.901         |